# N-acetillattosammina sintasi
La N-acetillattosammina sintasi è un enzima appartenente alla classe delle transferasi, che catalizza la seguente reazione:
UDP-galattosio + N-acetil-D-glucosammina ⇄ UDP + N-acetillattosammina
La reazione è catalizzata da un componente della lattosio sintasi (numero EC 2.4.1.22), che è identica alla beta-N-acetilglucosaminilglicopeptide beta-1,4-galattosiltransferasi (numero EC 2.4.1.38) e da un enzima situato nell'apparato di Golgi dei tessuti animali. Precedentemente era riconosciuta come numero EC 2.4.1.98.